# 庫薩平區
庫薩平區（西班牙語：Distrito de Kusapín），是巴拿馬的一個行政區，位於該國西北部，由恩戈貝-布格雷特區負責管轄，面積1,740.6平方公里，2010年人口20,909，人口密度每平方公里12.01人。